# Puchar Świata w Biathlonie 2007/2008 – Pokljuka 2007
Puchar Świata w Biathlonie w słoweńskiej Pokljuce – zawody odbyły się w dniach 13–16 grudnia 2007 roku. Była to trzecia seria zawodów w tym sezonie. Była to jedyna seria w tym państwie w tym sezonie.

## Biathloniści liderzy
- Puchar Świata:  Sandrine Bailly,  Ole Einar Bjørndalen
- Bieg indywidualny:  Martina Beck,  Vincent Defrasne
- Sprint:  Kati Wilhelm,  Dmitrij Jaroszenko i  Ole Einar Bjørndalen
- Sztafeta:  Niemcy,  Norwegia

## Relacje z konkursów

### Kobiety

#### Bieg indywidualny
Relacja
Pierwszym biegiem kobiet w Pokljuce był start na 15 kilometrów. Wystartowało w nim 89 zawodniczek, z czego dwie nie dobiegły do mety. Wszystkie 20 strzałów trafiły tylko dwie najlepsze zawodniczki.
Najdłużej na prowadzeniu znajdowała się Norweżka Gunn Marit Andreassen. Skandynawkę startującą z numerem 15 wyprzedziła dopiero Helena Jonsson, która wystartowała jako czterdziesta pierwsza. Właśnie Szwedka była jedną z czołowych zawodniczek konkursu, która mogła stanąć na podium. Jednak dwie zawodniczki Jekatierina Jurjewa i Michaela Ponza trafiały bezbłędnie i to one zajęły czołowe dwie pozycje. Tuż za nimi uplasowała się Martina Beck.
Trzecia w konkursie, ale pierwsza w klasyfikacji generalnej Pucharu Świata. Dzięki wysokiemu miejscu Glagow ponownie stała się liderką Pucharu Świata wyprzedzając dotychczasową przodowniczkę Sandrine Bailly. Niemka z 237 punktami wyprzedziła Francuzkę o 30 oczek. Na trzecie miejsce awansowała zwyciężczyni zawodów. Najwyżej sklasyfikowaną Polką była Magdalena Gwizdoń.
Wyniki
| Lp. | Zawodniczka               | Strzelanie | Czas    | Strata  |
| --- | ------------------------- | ---------- | ------- | ------- |
| 1.  | Jekatierina Jurjewa       | 0+0+0+0    | 43:47,3 |         |
| 2.  | Michaela Ponza            | 0+0+0+0    | 44:42,4 | +55,1   |
| 3.  | Martina Beck              | 0+1+0+0    | 45:05,5 | +1:18,2 |
| 4.  | Anna Carin Olofsson-Zidek | 0+2+0+0    | 45:18,7 | +1:34,4 |
| 5.  | Helena Jonsson            | 0+0+0+1    | 45:25,2 | +1:37,9 |
| 6.  | Anna Maria Nilsson        | 0+1+0+0    | 46:12,6 | +2:25,3 |
| 7.  | Magdalena Neuner          | 0+0+0+4    | 46:13,6 | +2:26,3 |
| 8.  | Delphyne Peretto          | 0+1+0+0    | 46:34,0 | +2:46,7 |
| 9.  | Tatjana Moisiejewa        | 0+2+0+0    | 46:43,5 | +2:56,2 |
| 10. | Simone Denkinger          | 1+0+2+0    | 46:48,6 | +3:01,3 |
| 11. | Andrea Henkel             | 0+2+0+1    | 46:53,8 | +3:06,5 |
| 12. | Kati Wilhelm              | 0+2+0+1    | 47:08,7 | +3:21,4 |
| 13. | Gunn Marit Andreassen     | 0+1+1+0    | 47:12,1 | +3:24,8 |
| 14. | Pauline Macabies          | 0+0+0+1    | 47:21,1 | +3:33,8 |
| 15. | Wiktorija Semerenko       | 0+1+1+0    | 47:24,3 | +3:37,0 |

#### Sprint
Relacja
Drugie zawody kobiet odbyły się przy opadach śniegu. Uczestniczyło w nich 89 zawodniczek. Do mety nie dobiegła jedna. W wyścigu dominowały zawodniczki z czołówki Pucharu Świata. Żadna zawodniczka z niższymi numerami nie weszła do czołowej dwudziestki. Zawody wygrała Sandrine Bailly z ponad dziewięciosekundową przewagą nad Kaisą Mäkäräinen. Na najniższym stopniu podium stanęła Niemka Magdalena Neuner.
Na czołowych pozycjach klasyfikacji generalnej bez zmian. Na prowadzeniu Martina Beck, przed Sandrine Bailly i Jekatieriną Jurjewą.
Wyniki
| Lp. | Zawodniczka         | Strzelanie | Czas    | Strata  |
| --- | ------------------- | ---------- | ------- | ------- |
| 1.  | Sandrine Bailly     | 1+0        | 21:32,6 |         |
| 2.  | Kaisa Mäkäräinen    | 0+1        | 21:41,8 | +9,2    |
| 3.  | Magdalena Neuner    | 0+3        | 21:53,3 | +20,7   |
| 4.  | Helena Jonsson      | 0+1        | 22:05,4 | +32,8   |
| 5.  | Martina Beck        | 0+1        | 22:07,0 | 34,4    |
| 6.  | Anna Maria Nilsson  | 0+1        | 22:10,2 | +37,6   |
| 7.  | Natalja Gusiewa     | 1+0        | 22:10,6 | +38,0   |
| 8.  | Jekatierina Jurjewa | 0+2        | 22:13,4 | +40,8   |
| 9.  | Kathrin Hitzer      | 0+2        | 22:25,1 | +52,5   |
| 10. | Swietłana Slepcowa  | 0+2        | 22:28,0 | +55,4   |
| 11. | Sandra Keith        | 0+0        | 22:30,5 | +57,9   |
| 12. | Dong Xue            | 0+1        | 22:32,5 | +59,9   |
| 13. | Sabrina Buchholz    | 1+0        | 22:33,3 | +1:00,7 |
| 14. | Liu Xianying        | 0+1        | 22:37,8 | +1:05,2 |
| 15. | Oksana Nieupokojewa | 2+0        | 22:42,3 | +1:09,7 |

#### Sztafeta
Relacja
Drugi bieg sztafetowy w sezonie zaczął się dosyć ciekawie. Jako pierwsze na prowadzenie wyszły gospodynie – Słowenki, które jednak szybko zmieniły Rosjanki. Jednak nie najlepsze strzelanie spowodowało, iż Niemki prowadziły. Jednak już na następnym strzelaniu jadąca wtedy Glagow oddała przodownictwo Włoszkom, które prowadziły przez niecały kilometr. Wtedy to na prowadzenie wyszły ponownie Niemki. Zawodniczki reprezentacji Niemiec prowadziły do kolejnego strzelania, gdzie Buchholz kilka razy spudłowała i Rosjanki zostały liderkami zawodów. Przodownictwo straciły oryginalnie jak na ten konkurs, czyli podczas biegu. Magdalena Neuner wypracowała taką przewagę, że Andrea Henkel musiała tylko dowieźć tę przewagę do mety. Ostatecznie na podium stanęły Niemki, Rosjanki i Francuzki.
Statystyki
- Najszybciej swój dystans przebiegła Niemka Magdalena Neuner.
- Najszybciej strzelającą drużyna była reprezentacja Rosji, która na strzelnicy spędziła 4 minuty i 37 sekund. O 4 sekundy dłużej strzelały Włoszki.

Wyniki
| Lp. | Drużyna                                                                             | Strzelanie | Czas      | Strata  |
| --- | ----------------------------------------------------------------------------------- | ---------- | --------- | ------- |
| 1.  | Niemcy Martina Beck, Sabrina Buchholz, Magdalena Neuner, Andrea Henkel              | 0+6        | 1:13:52,4 |         |
| 2.  | Rosja Swietłana Slepcowa, Oksana Nieupokojewa, Natalja Gusiewa, Jekatierina Jurjewa | 0+3        | 1:14:34,9 | +42,5   |
| 3.  | Francja Delphyne Peretto, Marie-Laure Brunet, Sylvie Becaert, Sandrine Bailly       | 0+5        | 1:23:55,3 | +2:02,6 |
| 4.  | Ukraina                                                                             | 0+5        | 1:16:12,2 | +2:19,8 |
| 5.  | Słowenia                                                                            | 0+10       | 1:16:57,5 | +3:05,1 |
| 6.  | Szwecja                                                                             | 0+11       | 1:17:35,6 | +3:43,2 |

### Mężczyźni

#### Bieg indywidualny
Relacja
Bieg indywidualny mężczyzn mógł się zakończyć bardzo dużą niespodzianką. Zawodnik z numerem jeden – Kanadyjczyk Robin Clegg przez długi czas najpierw prowadził, a później znajdował się w czołówce. Ostatecznie Kanadyjczyk zajął ósme miejsce. Innymi interesującymi wynikami były miejsca Ukrainców, którzy to zajęli trzecie i czwarte miejsce. Wygrał Norweg Emil Hegle Svendsen, który wyprzedził Niemca Alexsandra Wolfa.
Wyniki
| Lp. | Zawodniczka         | Strzelanie | Czas    | Strata  |
| --- | ------------------- | ---------- | ------- | ------- |
| 1.  | Emil Hegle Svendsen | 0+0+0+0    | 51:58,1 |         |
| 2.  | Alexander Wolf      | 0+0+0+1    | 52:46,7 | +48,6   |
| 3.  | Serhij Sedniew      | 0+0+0+1    | 53:54,0 | +1:55,9 |
| 4.  | Ołeh Bereżny        | 0+0+0+0    | 53:54,3 | +1:56,2 |
| 5.  | Friedrich Pinter    | 0+1+1+1    | 54:05,1 | +2:07,0 |
| 6.  | Michael Rösch       | 1+0+0+1    | 54:30,9 | +2:32,8 |
| 7.  | Vincent Defrasne    | 0+1+1+1    | 54:41,5 | +2:43,4 |
| 8.  | Robin Clegg         | 1+1+0+0    | 54:45,1 | +2:47,0 |
| 9.  | Andreas Birnbacher  | 0+1+0+2    | 54:48,4 | +2:50,3 |
| 10. | Ołeksandr Biłanenko | 0+0+0+0    | 54:49,3 | +2:51,5 |
| 11. | Simon Eder          | 0+1+0+1    | 54:59,1 | +3:01,0 |
| 12. | Halvard Hanevold    | 1+1+1+0    | 55:04,5 | +3:06,4 |
| 13. | Louis Habert        | 0+1+0+0    | 55:08,8 | +3:10,7 |
| 14. | Zdeněk Vítek        | 0+2+0+1    | 55:14,7 | +3:16,6 |
| 15. | Zhang Chengye       | 0+1+0+2    | 5:18,0  | +3:19,9 |

#### Sprint
Relacja
Sprint mężczyzn był najbardziej wyrównaną konkurencją w Pokljuce. Mniej niż minutę starty do zwycięzcy miało, aż 13 zawodników. Pod nieobecność Tomasza Sikory wystartował tylko jeden Polak – Krzysztof Pływaczyk, który znalazł się na 11. miejscu. Wynik ten był najlepszym występem w całej historii startów zawodnika w Pucharze Świata.
Do walki o czołowe pozycje ponownie zaczęli walczyć dwóch najlepszych zawodników sezonu Ole Einar Bjorndalen i Dmitrij Jaroszenko. Wygrał Norweg wyprzedzając Rosjanina o 4,9 sekundy. Na najniższym stopniu podium stanął Mattias Nilsson.
Wyniki
| Lp. | Zawodniczka          | Strzelanie | Czas    | Strata  |
| --- | -------------------- | ---------- | ------- | ------- |
| 1.  | Ole Einar Bjørndalen | 0+1        | 23:44,4 |         |
| 2.  | Dmitrij Jaroszenko   | 0+1        | 23:49,3 | +4,9    |
| 3.  | Mattias Nilsson      | 0+0        | 23:56,2 | +11,8   |
| 4.  | Simon Fourcade       | 0+0        | 23:57,2 | +12,8   |
| 5.  | Ołeksij Ajdarow      | 0+0        | 24:11,2 | +26,8   |
| 6.  | Nikołaj Krugłow      | 0+1        | 24:15,6 | +31,2   |
| 7.  | Frode Andresen       | 0+2        | 24:18,8 | +34,4   |
| 8.  | Daniel Graf          | 0+0        | 24:27,3 | +42,9   |
| 9.  | Michal Šlesingr      | 0+1        | 24:30,5 | +46,1   |
| 10. | Andreas Birnbacher   | 0+1        | 24:32,6 | +48,2   |
| 11. | Krzysztof Pływaczyk  | 0+0        | 24:35,2 | +51,8   |
| 12. | Dominik Landertinger | 0+2        | 24:37,5 | +53,1   |
| 13. | Halvard Hanevold     | 0+0        | 24:38,6 | +54,2   |
| 14. | Rune Bratsveen       | 0+2        | 24:48,3 | +1:03,9 |
| 15. | Tomáš Holubec        | 2+0        | 24:50,1 | +1:05,7 |

#### Sztafeta
Relacja
Rosjanie dzięki bardzo dobremu strzelaniu (tylko 3 dobierania) zdecydowanie z prawie dwuipółminutową przewagą wygrali z Niemcami oraz o ponad 3 minuty z Austriakami. Wysoko uplasowały się reprezentacje Włoch i Ukrainy (odpowiednio 5. i 6. miejsce).
Wyniki
| Lp. | Drużyna                                                                       | Strzelanie | Czas      | Strata  |
| --- | ----------------------------------------------------------------------------- | ---------- | --------- | ------- |
| 1.  | Rosja Andriej Makowiejew, Maksim Czudow, Dmitrij Jaroszenko, Nikołaj Krugłow  | 0+3        | 1:16:58,1 |         |
| 2.  | Niemcy Michael Rösch, Alexander Wolf, Andreas Birnbacher, Michael Greis       | 1+11       | 1:19:33,1 | +2:35,0 |
| 3.  | Austria Daniel Mesotitsch, Friedrich Pinter, Dominik Landertinger, Simon Eder | 0+16       | 1:20:08,5 | +3:11,4 |
| 4.  | Norwegia                                                                      | 2+19       | 1:21:00,3 | +4:02,2 |
| 5.  | Włochy                                                                        | 3+11       | 1:21:34,4 | +4:36,3 |
| 6.  | Ukraina                                                                       | 2+11       | 1:21:51,4 | +4:53,3 |